# Gourmand

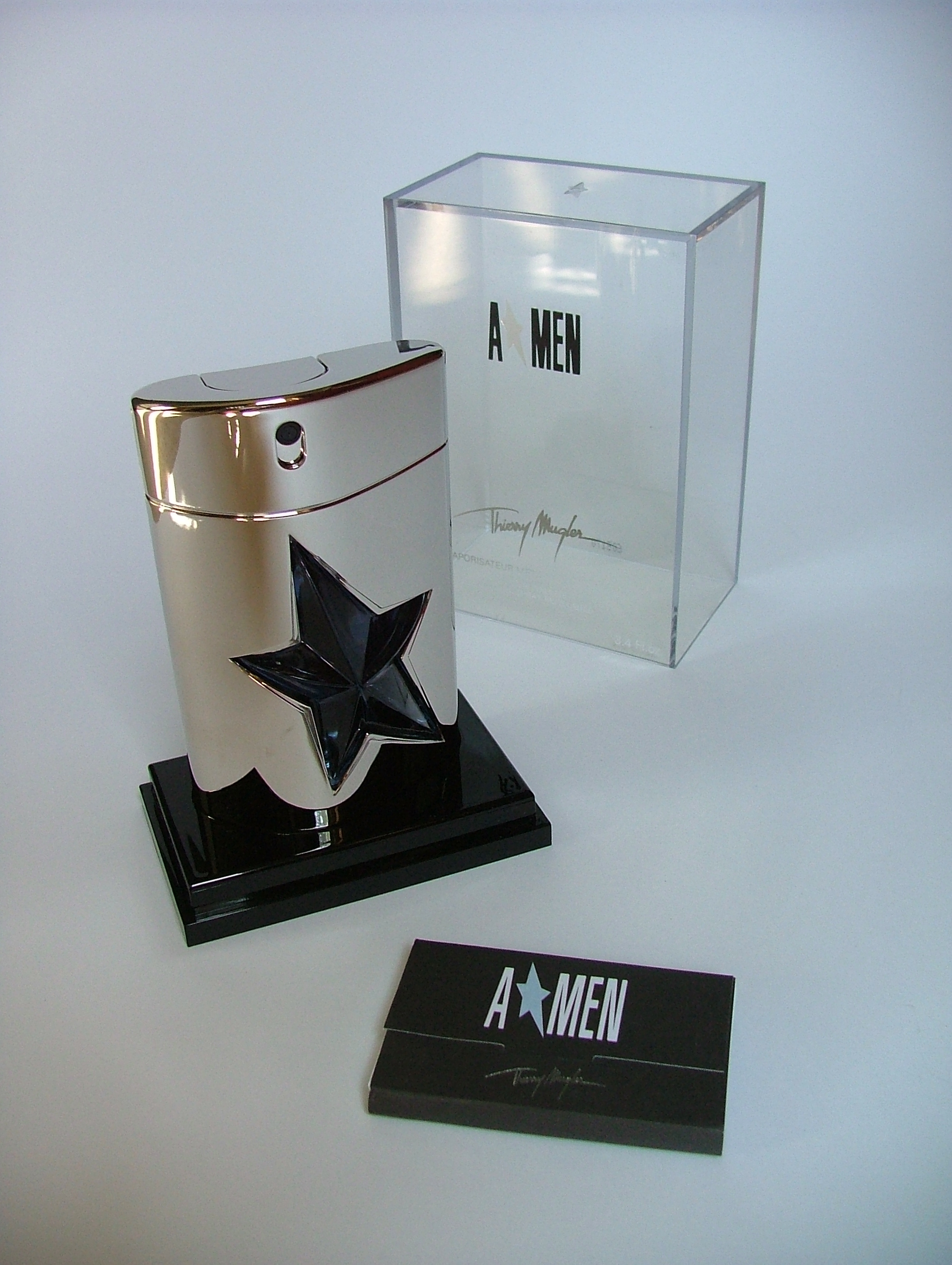
Un ejemplo de aroma gourmand es el perfume A*Men de Thierry Mugler.

En perfumería, se conoce como gourmand (del francés, "goloso") a un perfume que consiste principalmente en notas comestibles sintéticas, como miel, chocolate, vainilla o caramelo. Estas notas olfativas altas y medias se pueden combinar con notas de fondo no comestibles como pachulí o almizcle. Se les ha descrito como postres olfativos. También se les llama fragancias "foodie" y pueden ser tanto femeninas como masculinas.
Angel de Thierry Mugler, lanzado en 1992, es considerado el primer aroma gourmand moderno. Ejemplos adicionales incluyen A*Men de Mugler, Lolita Lempicka y Au Masculin de Lolita Lempicka, Butterfly de Hanae Mori, Euphoria de Calvin Klein, Brit for Men de Burberry, Rochas Man de Rochas, Wish de Chopard y Antidote de Viktor & Rolf.
La tendencia gourmand ha aumentado constantemente su popularidad desde 1992, pero no es un concepto nuevo. En 1956, Edmond Roudnitska creó Diorissimo para contrarrestar la preferencia contemporánea por las notas pesadas y dulces que son comunes en los perfumes gourmand.
A medida que el mercado de la belleza ha ido evolucionando, los aromas gourmand se han asociado a algo más que la dulzura. Los perfumistas han creado perfumes gourmand con notas novedosas o incluso extrañas, tales como la langosta y la pizza.
La mayoría de los aromas gourmand, como los que se encuentran en forma de productos de baño, perfumes o colonias, no están destinados al consumo humano. Otros aromas gourmand no sólo son perfumados sino también saborizados, como la línea de productos de Amoretti, o los Dessert Treats descontinuados de Jessica Simpson. Estos productos perfumados incluyen otras formas, como brillos labiales, polvos y lociones.
Gourmand se considera una subcategoría de la familia moderna de fragancias.